# Шушари (станція)
Шушари — станція Вітебського ходу Жовтневої залізниці в Пушкінському районі Санкт-Петербурга. Має в своєму складі залізничний вузол, пасажирську платформу електричок Вітебського напрямку (між Купчино і Паровозним Музеєм) і сортувальну станцію.
Розташована в селищі Шушари між Московським шосе і Пушкінською вулицею. Має колії примикання до станцій Купчинська та Середньорогатська.

## Історія
Відкрита 1 листопада 1838 року на Царськосельскій залізниці, ставши першим залізничним роз'їздом російських залізниць. До літа 1876 року (спорудження другої колії) була єдиним роз'їздом.
Спочатку станція умовно іменувалася «У Московського шосе», в 1910—1920-ті роки мала назву «Середня платформа»
Електрифікована в 1962 році.
У 2011 році залізниця була відкрита, біля пасажирських платформ було побудовано роз'їзд Юний (у проектному варіанті «Губернаторський»)).

## Сортувальна станція
На кінець 2010-х тут також розташовується одностороння сортувальна станція (найбільша після станції Санкт-Петербург-Сортувальний-Московський на Жовтневій залізниці) з комбінованим розташуванням парків і сортувальної гірки з двома механізованими гальмівними позиціями. Парк прийому складається з 6 колій, сортувально-відправний парк — з 16 колій і транзитний парк, розташований паралельно сортувально-відправному — з 9 колій. На станції є пункти технічного обслуговування локомотивів і вагонів. До станції примикають кілька вантажних терміналів для операцій з контейнерами і перевантаження на автомобілі, а також митний пост.